# Владимир (Долж)
Владимир (рум. Vladimir) насеље је у Румунији у округу Долж у општини Гојешти. Oпштина се налази на надморској висини од 173 m.

## Становништво
Према подацима из 2002. године у насељу је живело 156 становника, од којих су сви румунске националности.